# العنف الفاشي والمناهض للفاشية في إيطاليا (1919–1926)
شهدت مملكة إيطاليا اضطراباتًا مدنيةً واسعةً النطاق وصراعًا سياسيًا كبيرًا في أعقاب الحرب العالمية الأولى وصعود الحركة الفاشية اليمينية المتطرفة بقيادة بينيتو موسوليني التي عارضت صعود اليسار الدولي وخاصة اليسار المتطرف مع آخرين يعارضون الفاشية.

## التاريخ
تقاتل الفاشيين والشيوعيين في الشوارع خلال هذه الفترة حيث تنافس الفصيلان على السلطة في إيطاليا. تحولت البيئة السياسية المتوترة بالفعل في إيطاليا إلى اضطرابات مدنية كبرى عندما بدأ الفاشيين يهاجمون خصومهم ابتداءًا من 15 أبريل 1919 حينما هاجموا مكاتب صحيفة أفانتي! التابعة للحزب الاشتراكي الإيطالي.
نما العنف في عام 1921 عندما بدأ ضباط الجيش الملكي الإيطالي في مساعدة الفاشيين في عنفهم ضد الشيوعيين والاشتراكيين. ومع تنامي الحركة الفاشية اندمج مناهضوا الفاشية من مختلف الولاءات السياسية (إلا اليسار الدولي عمومًا) في الميليشيا الشعبية التابعة لأرديتي ديل بوبولو في عام 1921. مع التهديد بالإضراب العام الذي بدأه الأناركيون والشيوعيون والاشتراكيون، شن الفاشيون انقلابًا على الحكومة الإيطالية في مسيرة الزحف على روما عام 1922 والتي ضغطت على رئيس الوزراء لويجي فاكتا ليستقيل وليعين الملك فيكتور عمانويل الثالث موسوليني مكانه. بعد شهرين من تولي موسوليني منصب رئيس الوزراء، هاجم الفاشيين وقتلوا أعضاء الحركة العمالية المحلية في تورينو في ما أصبح يعرف بمجزرة تورينو 1922. كانت العملية العنيفة التالية هي اغتيال النائب الاشتراكي جياكومو ماتيوتي على يد المتشدد الفاشي أمريغو دوميني في عام 1924. لقد قُتل نائب فاشي يميني هو أرماندو كاساليني في ترام انتقامًا لمقتل ماتيوتي على يد جيوفاني كورفي المناهض للفاشية. أعقب ذلك استيلاء الفاشيين على الحكومة الإيطالية ومحاولات اغتيال متعددة ضد موسوليني في عام 1926 مع حدوث محاولة أخيرة في 31 أكتوبر 1926. وفي 9 نوفمبر 1926 أعلنت الحكومة الفاشية حالة الطوارئ التي أسفرت عن اعتقال العديد من المناهضين للفاشية بما في ذلك الشيوعي أنطونيو غرامشي. بعد ذلك انهارت المعارضة الجدية للنظام الفاشي.

## قادة الفصائل
- الأناركية: كان إريكو مالاتيستا قائدًا رئيسيًا للأناركيين في إيطاليا خلال هذه الفترة.
- الشيوعيون: كان أماديو بورديغا وأنطونيو غرامشي قائدين للحزب الشيوعي الإيطالي في هذه الفترة التي تورط أعضاؤها في أعمال عنف مدنية ضد الفاشيين.
- الفاشيون: قاد بينيتو موسوليني الفاشيين الذين عارضوا العنف مع اليساريين الدوليين الذين اكتسبوا مكانة بارزة في أواخر العام 1910 وأوائل العشرينات من القرن الماضي.
- أرديتي ديل بوبولو (الميليشيا الشعبية): كان غويدو بيكيلي نائبًا للتحالف الذي تم تشكيله في عام 1921 بين مختلف الجماعات المناهضة للفاشية بما في ذلك أناركيين مالاتيستا والشيوعيين في غرامشي وغيرهم بما في ذلك المستقبليون والجمهوريون والنقابيون.[5]